# Sajevec
Sajevec – wieś w Słowenii, w gminie Ribnica. W 2018 roku liczyła 158 mieszkańców.